# ロイド・ロバートソン
ロイド・ロバートソンOC（英：Lloyd Robertson、1934年1月19日 - ）は、カナダのジャーナリストであり、CTVの週刊マガジンシリーズ『W5』特派員である元ニュースアンカー。2011年9月に『CTVナショナルニュース』チームから引退するまで、CTVの全国夜間ニュース番組『CTVニュース・ウィズ・ロイド・ロバートソン』のチーフアンカー及び上級編集長を務めた。2011年から2016年まで『W5』の共同ホストを務めた。
ロバートソン自身のキャリアを通じて、1967年のモントリオールでの万国博覧会の開幕、1969年の月面着陸（パーシー・サルツマンと共に）、多くのオリンピック、テリー・フォックスの「希望のマラソン」、カナダ憲法移管、1980年のケベック州住民投票とカナダからの独立に関する1995年のケベック州住民投票、多くの連邦選挙、ダイアナ妃の死去、2001年9月11日のテロ攻撃、2003年8月14日の国境両側での停電危機などの多くの主要な出来事を報道してきた。
現場では、ベルリンの壁の建設、4人の元カナダ首相の死去、カナダ首相の半数近くの選挙、国葬、王室、教皇、アメリカ大統領の訪問を取材してきた。自身の名前は、カナダのテレビコメディシリーズ『SCTV』でジョー・フラハティが演じた、風刺的なニュースアンカーキャラクター「フロイド・ロバートソン」の元にもなった。

## 幼少期
ロバートソンは、オンタリオ州ストラトフォードで、リリー・フランシス（Lillie Francis）とジョージ・ヘンダーソン・ロバートソン（George Henderson Robertson）の間に生まれた。父親は最初の妻との間に8人の子供をもうけ、妻の死後、父親は再婚し、ゴードンとロイドの2人の息子をもうけた。そのうちロイドは末っ子だった。父親はカナダ太平洋鉄道で勤務し、母親は主婦だった。前者はスコットランド系で、後者はイギリスからの移民だった。
ロバートソンの少年時代はやや荒れていた。母親は精神衛生上の問題を抱えていたため、最終的に前頭前野葉切除術を受けることになり、誕生時に60歳だった父親は頻繁に癌と闘い、21歳の時に亡くなった。子供の頃、ロバートソンは異母兄弟、特に双子の兄弟であるアービン（Irvin）とエセル（Ethel）によって頻繁に世話をされていた。 
最初に放送に興味を持ったのは12歳の時で、パース連隊の兵士が第二次世界大戦から帰還するのを見て、CJCSのコメンテーターがそれについて話しているのを聞いた。ロバートソンによれば、「私は自分が何か非常に重要な何かの中心にいることに気づいた...自分よりもはるかに大きな何かの中心にいることに気づいた」と述べた。

## 放送キャリア

### ラジオ
1952年にCJCSラジオで放送のキャリアをスタートさせた。ロバートソンは土曜日の放課後にオペレーターとして働き始め、78 rpmのレコードを紡ぎ、退勤する前の深夜にニュースを読んだ。
高校を卒業後、1954年にゲルフのCJOYに移るまでCJCSで勤務し続けた。

### CBC
ゲルフの同僚の1人のアドバイスで、カナダ放送協会（CBC）で勤務するためのオーディションを受けた。オーディションが終わった後、ロバートソンは「この建物を二度と見ることはないだろう」と考えた。それにもかかわらず、自身の豊かなバリトンの声のおかげで、CBCに雇われた。
1956年、ロバートソンにとって初めてのテレビの仕事である、マニトバ州ウィニペグのCBWT-TVに応募した。同年12月25日の最初の全国放送まで、主に地元のテレビ番組に出演していた。
ウィニペグで4年間過ごした後、オンタリオ州オタワでCBOT-TVのオーディションを受けた。2年後、1960年代後半に『CBCウィークエンド（CBC Weekend）』のホストを務めるためにトロントに移り、その後1970年から1976年まで『ザ・ナショナル』のアンカーを務めた後、同年10月にCTVテレビジョンネットワークに移籍した。CBCを退職した理由の1つは、アナウンサーが独自の脚本を書いたり、ニュース放送に関する編集上の決定に参加したりすることを禁じている、ニュースアンカーをアナウンサーの役割に限定する組合規則への不満だった。

### CTV
1976年から1984年まで、ハーベイ・カークと共に『CTVナショナルニュース』のアンカーを務めた。カークが1984年にアンカーデスクを退職すると、ロバートソンはCTVの上級ニュースアンカーになった。2004年以来、CTVの時事問題番組『W5』のホストの1人として、主任週末アンカーのサンディー・リナルドと交互に務めている。
各ニュース放送の締めの挨拶は、「And that's the kind of day it's been.（では、今日はそのような日でした。）」だった。
2010年2月、バンクーバーのトークラジオ局CKNWに出演した際、「フィクションの作品（work of fiction）」として引退が差し迫っているという噂を否定した。しかし、2010年7月8日の『CTVナショナルニュース』の放送で、ロバートソンは2011年後半にアンカーチェアを離れると公式に発表した（彼はその時点で特定の日付を言いなかったが、彼の最後のニュース放送は後に2011年9月1日に放送されると発表された）。ロバートソンは、『W5』のホストを含め、ネットワークや公的生活で様々な役割を果たし続けると述べている。 
2011年9月1日、CBCとCTVの両方で計41年間にわたって全国ニュースのアンカーを務めた後、ロバートソンは最後に『CTVニュース』のアンカーを務めた。同放送では、自然災害や王室の結婚式など、ロバートソンが扱った記事を回想することで締めくくられ、自身のニュースアンカーは「歴史の最前列」に立つという稀な特権であると述べた。また、何年にもわたってロバートソンを見て支えてくれた視聴者に感謝した。 
2020年には、第8回カナダ・スクリーン・アワードの一部でナレーションを務めた。

## 私生活
1956年7月に高校時代の恋人であるナンシー・バレット（Nancy Barrett）と結婚した。4人の娘（リサ、ナンシー、スーザン、リンダ）と7人の孫がいる。
2018年3月29日、ロバートソンはドン・バレー・パークウェイで複数の車両による交通事故に巻き込まれた。無傷だった。

## テレビの長寿記録
ロバートソンは、カーク、故ウォルター・クロンカイト、ダン・ラザー、ボブ・シーファー、トム・ブロコウ、故ピーター・ジェニングスよりも長続きし、テレビ史上最長のネットワークニュースアンカーになった。また、KTRK-TVのデイブ・ウォード（Dave Ward）、WNBC（ニューヨーク）のチャック・スカボロー、KING-TV（ヒューストン）のジーン・エナーセンと共に、英語の北アメリカのテレビ（ネットワークまたはローカル）で最も長くサービスを提供しているニュースアンカーの1人でもある。
CTVニュースチームを退職した時点で77歳だったロバートソンは、ネットワークテレビで最年長のテレビニュースアンカーであり、カナダで最年長のニュースアンカーであるという記録も保持している。

## 栄誉
- TVタイムズ（TV Times）リーダーズ・チョイス・アワード、カナダズ・フェイヴァリット・ニュース・アンカー - 1998年・1999年
- 1998年カナダ勲章役員
- ジェミニ賞、「最優秀ホスト、アンカー、またはインタビュアー」 - 1992年・1994年・1997年
- 1995年スコット・オブ・ザ・イヤー賞、スコットランド研究協会[13]
- 1994年トロント・スター・リーダーズ・ボイス・アワードのフェイヴァリットTVアンカー賞を受賞
- 1992年テリー・フォックス・ラン（英語版）名誉会長
- ロイヤルローズ大学（英語版）より名誉法学博士（LL.D）を授与 - 2006年11月3日
- 2007年にカナダズ・ウォーク・オブ・フェーム（英語版）で星を獲得した。
- ブランドン大学より名誉（法学博士）（LL.D）を授与 - 2013年5月31日 - https://www.brandonu.ca/news/2013/04/25/3481/